# John King (cónego)
John King DD (falecido em 2 de janeiro de 1638) foi um cóengo de Windsor de 1625 a 1638 e um cónego de Westminster de 1613 a 1638.

## Família
Ele foi o segundo filho de John King (Bispo de Londres).

## Carreira
Ele foi educado em Christ Church, Oxford graduando-se BA em 1611 e MA em 1614 e DD em 1625.
Ele foi nomeado:
- Prebendário de Kentish Town na Catedral de São Paulo 1616 - 1639
- Orador Público de Oxford, 1624
- Prebendário da Christ Church, Oxford 1624
- Reitor de Remenham, Berkshire

Ele foi nomeado para a décima segunda bancada na Abadia de Westminster em 1613, posição que ocupou até 1638.
Ele foi nomeado para a quinta bancada na Capela de São Jorge, Castelo de Windsor em 1625, posição que ocupou até 1638.